# GSM-R-Ausfall bei der Deutschen Bahn am 8. Oktober 2022
Der GSM-R-Ausfall bei der Deutschen Bahn am 8. Oktober 2022 war ein durch Durchtrennungen zweier Lichtleiterkabel, die zueinander redundant waren, bei Herne und Berlin-Karow verursachter großflächiger Ausfall des für den Zugfunk genutzten GSM-R-Netzes in Norddeutschland. Der Eisenbahnverkehr in Niedersachsen, Bremen, Hamburg und Schleswig-Holstein wurde in der Folge für rund drei Stunden unterbrochen. Es wurde zunächst eine gezielte Sabotage vermutet, die sich letztlich als zwei versuchte Diebstähle von Kupferkabeln erwiesen hatten.

## Hergang und Folgen auf den Bahnverkehr
Am 8. Oktober 2022 öffneten ein oder mehrere unbekannte Täter gegen 2 Uhr nachts einen Kabelschacht an einer Bahnstrecke bei Herne, der mit einem massiven Betondeckel gesichert war, und zerschnitten dort Leitungen der internen Bahn-Kommunikation mit einer Trennscheibe. Gegen 6:40 Uhr wurde in Berlin-Karow, am Berliner Außenring (an der S-Bahn-Strecke zwischen den Bahnhöfen Gehrenseestraße und Berlin-Hohenschönhausen) ein weiterer Schacht geöffnet und das dortige Datenkabel durchtrennt, das zu diesem Zeitpunkt als Redundanz für die bei Herne durchtrennte Datenleitung diente. Daraufhin fiel das GSM-R-Funknetz der Deutschen Bahn in Teilen Norddeutschlands komplett aus. Unter anderem war Sprechfunk zwischen Leitstellen und Zügen nicht mehr möglich. Der gesamte Zugverkehr in Norddeutschland wurde für etwa drei Stunden eingestellt. In Niedersachsen, Bremen, Hamburg und Schleswig-Holstein fielen weite Teile des Fern- und Regionalverkehrs aus, auch der gesamte ICE-Verkehr zwischen Berlin, Hannover und Nordrhein-Westfalen. Ebenso betroffen war der Güterverkehr und der internationale Fernverkehr zwischen Berlin und Amsterdam.

## Mögliche Täterschaft
Nach Angaben von Verkehrsminister Volker Wissing handelte es sich um einen Anschlag, ohne dass die Hintergründe der Tat bekannt waren. Inwieweit dieselben Täter am Werk waren und ob die Angriffe aufeinander abgestimmt waren, war unklar. Die Ermittlungen erfolgten in alle Richtungen, auch wegen verfassungsfeindlicher Sabotage (§ 88 StGB). Der oder die Täter hätten erhebliche Fachkenntnis zu den Datenleitungen und der Zugfunk-Kommunikation. Die Kabel seien sehr wahrscheinlich koordiniert durchtrennt worden. Nachdem anfänglich die Bundespolizei ermittelte, wurden die Ermittlungen an den Staatsschutz des Landeskriminalamts Berlin und an den des Landeskriminalamts Nordrhein-Westfalen übergeben. Am 13. Oktober übernahm die Bundesanwaltschaft das Verfahren wegen der möglichen verfassungsfeindlichen Sabotage und der besonderen Bedeutung des Falls. Die Ermittlungen übernahm am 21. Oktober 2022 das Bundeskriminalamt.
Der Terrorismusexperte der ARD Holger Schmidt ging von einer neuen Tätergruppierung aus, die professioneller sei und mehr Möglichkeiten habe als bei früheren Anschlägen auf die Infrastruktur der Bahn. Der IT-Sicherheitsberater Manuel Atug, einer der Gründer und Sprecher der Arbeitsgruppe Kritische Infrastrukturen (AG KRITIS), verwies auf eine ähnliche Gefahrenlage bei Telekommunikation, Schiffsverkehr, Banken und Versicherungen, das Verständnis für Sicherheit auf allen Ebenen fehle aber. Staatlich gesteuerte Sabotage wurde nicht ausgeschlossen. Informationen zum GSM-R-Netz und zur Glasfaserinfrastruktur der Deutschen Bahn waren öffentlich im Internet verfügbar. Carsten Breuer, damals Befehlshaber des Territorialen Führungskommandos der Bundeswehr, warnte vor zunehmenden Attacken auf die Infrastruktur mit dem Ziel, die Bevölkerung zu verunsichern. Das Territoriale Führungskommando stelle sich auf hybride Bedrohungen und Einflussnahme aus dem Ausland ein, „der Zustand zwischen nicht mehr ganz Frieden, aber auch noch nicht richtig Krieg“. Deutschland müsse mit seinen Sicherheitsbehörden die Augen auf und die Ohren an der Planung möglicher Anschläge haben.
Fünf Monate nach der Tat lagen beim Generalbundesanwalt keine Ermittlungsergebnisse vor, die auf ausländische Gruppen oder Geheimdienste hindeuten.
Nach unbestätigten Angaben des ARD-Hauptstadtstudios und des Südwestrundfunks im Juli 2023 soll es sich bei den Durchtrennungen der Kabel an den beiden Tatorten um versuchte Kabeldiebstähle gehandelt haben, die nur zufällig das gleiche technische System in der gleichen Tatnacht betroffen hätten. Der Generalbundesanwalt bereite demnach aufgrund der Einstufung als Diebstahl und Gefährlichen Eingriff in den Bahnverkehr ohne politischen Hintergrund die Rückgabe der Verfahren an die örtlichen Staatsanwaltschaften vor.
Im Juni 2024 wurden nach Abgabe des Verfahrens vom Generalbundesanwalt durch die Staatsanwaltschaft Bochum zwei Tatverdächtige ermittelt, die voneinander unabhängig agiert und nur zufällig in zeitlichem Zusammenhang die Kabel zerstört haben sollen. Die Tatverdächtigen sollen das Glasfaserkabel nicht als solches erkannt haben, sie waren auf der Suche nach Kupferkabeln. Eine der beiden Personen konnte ausfindig gemacht werden, befand sich aber zunächst nicht in Untersuchungshaft.

## Reaktionen aus der Politik
Bundesinnenministerin Nancy Faeser kündigte an, die Eckpunkte für ein KRITIS-Dachgesetz „noch in diesem Jahr vorlegen“ zu wollen. Betreiber Kritischer Infrastrukturen müssten demnach besser schützen und Vorfälle schneller melden. Es sei zwar nicht möglich, 34.000 Kilometer Bahnstrecken und Millionen Kabel-Kilometer vollumfänglich mit Kameras, Sensoren oder gar Polizeibeamten zu schützen, an besonders neuralgischen Punkten wolle man die Schutzmaßnahmen trotzdem erhöhen.
Konstantin von Notz, Vorsitzender des Parlamentarischen Kontrollgremiums sagte, zentrale sicherheitspolitische Risiken seien „über Jahre nicht als solche erkannt“ worden, was sich spätestens jetzt räche. Es müssten „echte politische Handlungen“, allen Dingen voran ein doppelter und dreifacher Ausbau von Stromnetzen und Kabeln erfolgen.
Der SPD-Verkehrspolitiker Detlef Müller verlangte vom Verkehrsminister und der Deutschen Bahn die Entwicklung eines Sicherheitskonzepts. Der parlamentarische Geschäftsführer der CDU/CSU-Bundestagsfraktion, Thorsten Frei, rief dazu auf, die Ergebnisse der Polizeiermittlungen abzuwarten, verwies jedoch auf die durch hybride Kriegführung hervorgerufene Notwendigkeit, Sicherheitskonzepte anzupassen. Der Anschlag habe eine neue Qualität. „Dass an zwei unterschiedlichen Stellen in Deutschland nahezu zeitgleich ein Anschlag auf die Kritische Infrastruktur verübt wird, der ein hohes Maß an Insiderwissen voraussetzt, weist auf einen Organisationsgrad der Angreifer hin, mit dem wir bislang in dieser Form noch nicht konfrontiert waren“, sagte Frei. „Das ist neu. Das ist anders. Das muss nun mit Hochdruck und vollem Einsatz ermittelt werden.“ Der Vorsitzende des Europaausschusses, Anton Hofreiter (Bündnis 90/Die Grünen), merkte an: „Wir können nicht ausschließen, dass Russland auch hinter dem Angriff auf die Bahn steckt“, es seien dafür „sehr genaue Kenntnisse über das Funksystem der Bahn nötig“ gewesen. Die Grünen-Politikerin Irene Mihalic erneuerte die Forderung, Mittel aus dem Bundeswehr-Sondervermögen für den Schutz der Kritischen Infrastruktur zu verwenden, ansonsten müssten die notwendigen zusätzlichen Mittel im Haushalt bereitgestellt werden.
Der Politikwissenschaftler Peter R. Neumann warnte aus Anlass des Vorfalls vor großen Sicherheitslücken in der Kritischen Infrastruktur: Das Problem sei vor allem, dass diese zu 80 % in privaten Händen läge und Sicherheitsmaßnahmen oft nicht lukrativ seien. Auch hinke der Schutz der physischen Infrastruktur inzwischen dem Cyberbereich hinterher, weil es dort in der Vergangenheit mehr Angriffe gegeben habe. Die Bahnsabotage sei erst dadurch möglich geworden, dass etwa in den Bereichen Verkehr und Energie hierzulande zu lange keine Sicherheitsvorkehrungen gegen Sabotage-Angriffe getroffen worden seien.

## Folgen
In einer Sondersitzung des Aufsichtsrats der Deutschen Bahn kündigte das Unternehmen im Oktober 2022 unter anderem an, weitere Redundanzen zu schaffen, die Zahl der Sicherheitskontrollen zu erhöhen und die Sicherheitskonzepte schutzbedürftiger Objekte zu prüfen. Im Bundesministerium für Digitales und Verkehr wurde eine „Stabsstelle für Infrastruktursicherheit“ eingerichtet.
Am 2. Dezember 2022 gab das Bundesamt für Verfassungsschutz, auch aufgrund des Vorfalls einen „Sicherheitshinweis für die Wirtschaft“ an Betreiber kritischer Infrastruktur heraus. Demnach würden praktisch alle Angaben wie Bilder und Pläne, die Betreiber kritischer Infrastruktur freiwillig oder aufgrund staatlicher Vorgaben ins Internet stellten, von ausländischen Geheimdiensten und „anderen Tätergruppierungen“ gezielt ausgespäht. Am 7. Dezember 2022 beschloss die Bundesregierung, wie von Innenministerin Faeser angekündigt, Eckpunkte für ein Gesetz zum Schutz Kritischer Infrastrukturen.
Bund und DB haben ein Paket von 63 Maßnahmen für den besseren Schutz von Anlagen entwickelt.
Im Juli 2023 lagen am Sabotageort in Berlin eine Reihe von „notdürftig reparierten“ Kabeln offen in Führungssystemen herum. Entgegen der anerkannten Regeln der Technik waren die Kabel nicht geschützt verlegt.